# Siatkarz Wieluń
WKS Wieluń – polski klub siatkarski z Wielunia, założony w 2006 roku. W latach 2007–2009 na licencjach innych klubów grał w II lidze (SPS Zduńska Wola), a następnie w I lidze (Skra II Bełchatów). W sezonie 2008/2009 po wygraniu rozgrywek zaplecza PlusLigi awansował do najwyższej klasy ligowej.
W 2012 r. zespół zrezygnował z prawa gry w I lidze mężczyzn, a także w II lidze. Władze klubu pozostawiły tylko zespoły juniorskie. Od sezonu 2013/14 do 2019/2020 zespół występował w III lidze łódzkiej. Aktualnie od sezonu 2020/2021 zespół występuje w II lidze.

## Nazwy klubu
- 2006-2007 - MUKS Siatkarz Wieluń
- 2007-2010 - Pamapol Siatkarz Wieluń
- 2010-2011 - Pamapol Wielton Wieluń
- 2011-2015 - Siatkarz Wieluń
- 2015-2017 - KS Siatkarz Wieluń
- 2017-teraz - WKS Wieluń

## Historia

### Droga do PlusLigi
Klub MUKS Siatkarz Wieluń założony został w 2006 roku, przejmując wszystkie siatkarskie sekcje od Wieluńskiego Klubu Sportowego. 
W sezonie 2006/2007 zespół występował w III lidze. Zakończył swój udział na półfinałowym turnieju rozgrywanym w Rzeszowie, w którym zajął 3. miejsce. 
W 2007 roku klub pozyskał tytularnego sponsora – firmę Pamapol. Dzięki wykupieniu licencji na grę w II lidze od Stowarzyszenia Piłki Siatkowej w Zduńskiej Woli w sezonie 2007/2008 klub pod nazwą Pamapol Siatkarz Wieluń grał w II lidze, kończąc rozgrywki na 8. miejscu.
W 2008 roku Pamapol Siatkarz Wieluń wymienił się licencjami z drugim zespołem Skry Bełchatów. Pozwoliło to zająć miejsce Skry II Bełchatów w I lidze. W swoim pierwszym sezonie drugiego poziomu rozgrywek siatkarskich w Polsce klub z Wielunia zajął 2. miejsce w fazie zasadniczej, co dało mu awans do fazy play-off (półfinałów). W fazie play-off pokonał kolejno zespoły ASPS Avia Świdnik i BBTS Bielsko-Biała i tym samym awansował do PlusLigi.

### Występy w PlusLidze
Pamapol Siatkarz Wieluń zadebiutował w PlusLidze 9 października 2009 roku spotkaniem z PGE Skrą Bełchatów, ulegając mistrzom Polski 1:3 (19:25, 21:25, 25:20, 23:25). Pierwsze zwycięstwo w najwyższej klasie ligowej odniósł w swoim drugim meczu, pokonując AZS UWM Olsztyn 3:0 (26:24, 25:22, 25:17). Fazę zasadniczą zakończył na ósmej lokacie z dorobkiem 16 punktów, awansując tym samym do fazy play-off. Po potrójnej przegranej ze Skrą podjął walkę o miejsca 5-8. Wieluń dwukrotnie uznał wyższość AZS Częstochowy, kończąc sezon na 8. miejscu.
W kolejnym sezonie zespół zajął przedostatnie miejsce w Pluslidze po rundzie zasadniczej, ale w meczach o 9. miejsca przegrał rywalizację z Fartem Kielce i spadł z ligi.

### Bilans klubu sezon po sezonie
Rozgrywki ligowe
| Sezon        | 2006/2007 | 2007/2008  | 2008/2009  | 2009/2010  | 2010/2011   | 2011/2012  | 2013/2014 | 2015/2016 | 2016/2017 | 2017/2018 | 2019/2020 | 2020/2021 | 2021/2022 | 2022/2023 |
| Rozgrywki    | III liga  | II liga    | I liga     | PlusLiga   | PlusLiga    | I liga     | III liga  | III liga  | III liga  | III liga  | III liga  | II liga   | II liga   | II liga   |
| Faza/miejsce | półfinały | 8. miejsce | 1. miejsce | 8. miejsce | 10. miejsce | 4. miejsce | finały    | półfinały | półfinały | półfinały | 6 miejsce | półfinały | półfinały | półfinały |

Puchar Polski
| Sezon        | 2007/2008 | 2008/2009 | 2009/2010   | 2010/2011 | 2021/2022   |
| Faza/miejsce | I runda   | VI runda  | ćwierćfinał | VI runda  | 1/16 finału |

## Hala sportowa
Zawodnicy WKSu Wieluń korzystają z Hali Sportowej Wieluńskiego Ośrodka Sportu i Rekreacji, położonej przy ul. Częstochowskiej. Obiekt posiada łącznie 297 miejsc siedzących, a z trybunami rozkładanymi 609. Budynek jest połączony bezpośrednim przejściem z I Liceum Ogólnokształcącym.